# Столярский, Павел
Павел Столярский (пол. Paweł Stolarski; род. 28 января 1996, Краков, Польша) — польский футболист, защитник польского клуба «Мотор».

## Карьера
Столярский является воспитанником краковской «Вислы». Его дебют в основном составе команды состоялся 28 февраля 2013 года в матче Кубка Польши против «Ягеллонии». Всего за «Вислу» Столярский сыграл 14 матчей в чемпионате и четыре игры в Кубке Польши.
28 января 2014 года Столярский перешёл в клуб «Лехия» (Гданьск), с которым подписал контракт на три с половиной года. 22 марта он дебютировал в официальном матче за новый клуб, заменив на 64-й минуте встречи с «Лехом» Кристофера Уалембо. 26 августа 2014 года Столярский был отдан в годичную аренду клубу первой лиги «Заглембе».
В 2011 году Столярский сыграл один матч за сборную Польши среди юношей до 15 лет. В составе сборной до 17 лет он выступал в отборочном турнире к чемпионату Европы 2013, где был капитаном своей команды. Столярский сыграл одиннадцать матчей и забил один гол за сборную до 19 лет.